# Герб комуни Стренгнес
Герб комуни Стренгнес (швед. Strängnäs kommunvapen) — символ шведської адміністративно-територіальної одиниці місцевого самоврядування комуни Стренгнес. 

## Історія
Зображення Святих Петра та Павла відоме з печаток міста з 1315 року, а на церковній печатці ще 1298 року.

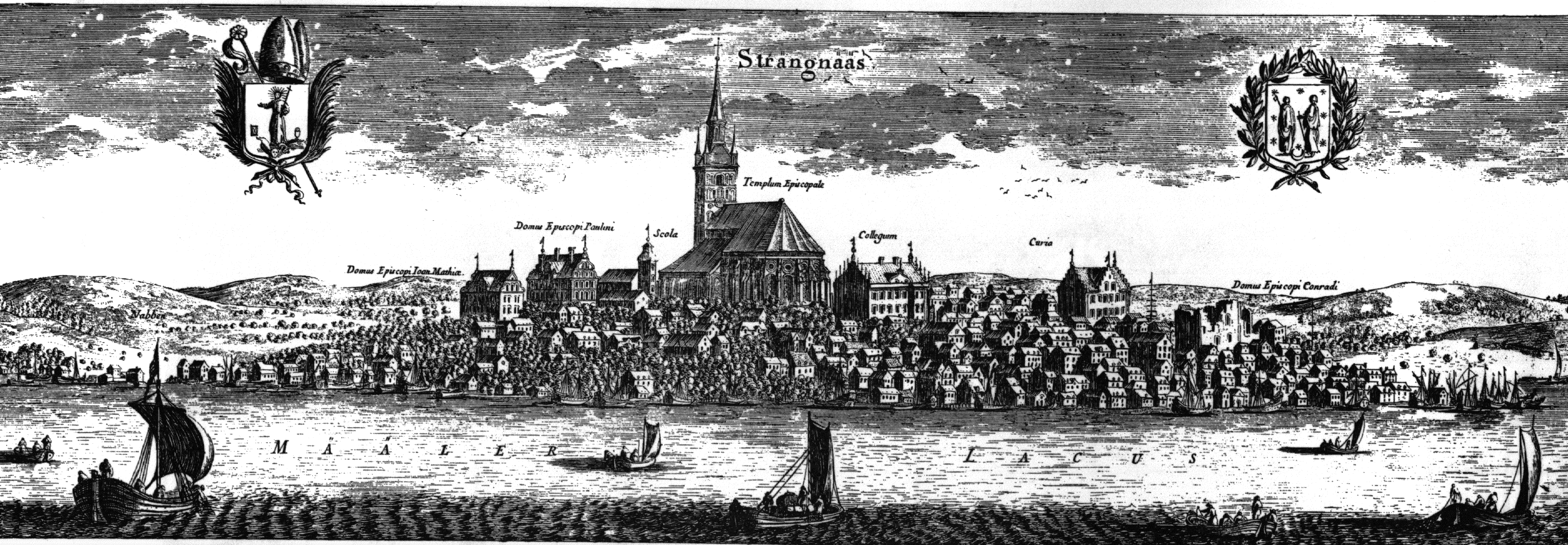
Герби на гравюрі з панорамою Странгнеса (біля 1700 р.)

Герб міста Стренгнес отримав королівське затвердження 1937 року. Зображення святих подавалося в червоних туніках і зелених плащах.
Після адміністративно-територіальної реформи, проведеної в Швеції на початку 1970-х років, муніципальні герби стали використовуватися лишень комунами. Тому тепер цей герб представляє комуну Стренгнес, а не місто. Герб комуни дещо спростили 1975 року, подавши зображення святих повністю у червоній одежі. Цей символ зареєстровано 1977 року. 

## Опис (блазон)
У золотому полі стоять Святий Петро і Святий Павло, зі срібними німбами навколо голів, у червоних плащах і туніках, з синім волоссям, бородами, а також ключем і мечем у руках.

## Зміст
Святі Петро та Павло є покровителями міста Стренгснес і місцевого храму. 